# Aeroportul Vilnius
Aeroportul Vilnius (IATA: VNO, ICAO: EYVI) este un aeroport din Vilnius, Vilnius City Municipality⁠(d), Lituania ce deservește zona Vilnius. Aeroportul a fost tranzitat în 2022 de 3.915.960 de pasageri. A fost deschis în 1944 și numit după zona deservită.
Situat la o altitudine de 197 m, aeroportul dispune de 1 pistă. Este operat de Ministry of Transport and Communications⁠(d).

## Infrastructură

### Piste
Aeroportul dispune de o singură pistă. Pista 01/19 are suprafața de asfalt și dimensiunile 2.515 m × . 